# Мугидинов, Абдулмалик Умарпашаевич
Абдулмалик Умарпашаевич Мугидинов (13 января 1997, Кизилюрт, РСФСР, СССР) — российский тайбоксер. Чемпион России, призёр чемпионатов мира и Европы.

## Карьера
Является уроженцем Кизилюрта и выпускником местной спортивной школы имени Базарганова. В июле 2017 года в Казани стал чемпионом России. В октябре 2017 года стал серебряным призёром чемпионата Европы в Париже. В июле 2019 года в Таиланде стал серебряным призёром чемпионата мира.

## Достижения
- Первенство мира по тайскому боксу среди юношей 2014 — ;
- Кубок России по тайскому боксу 2016 — ;
- Чемпионат России по тайскому боксу 2017 — ;
- Чемпионат Москвы по тайскому боксу среди профессионалов 2017 — ;
- Чемпионат мира по тайскому боксу 2018 — ;
- Чемпион России по тайскому боксу 2018 — ;
- Чемпионат Европы по тайскому боксу 2018 —
- Чемпионат мира по тайскому боксу 2019 — ;